# (6819) McGarvey
(6819) McGarvey es un asteroide perteneciente al cinturón de asteroides descubierto el 14 de junio de 1983 por Suzanne E. Smrekar desde el observatorio Palomar en California.

## Designación y nombre
Designado provisionalmente como 1983 LL. Fue nombrado McGarvey en homenaje a Flora McGarvey Smrekar, madre de la descubridora.

## Características orbitales
Bradwood está situado a una distancia media del Sol de 2,2941 ua, pudiendo alejarse hasta 2,5775 ua y acercarse hasta 2,0106 ua. Su excentricidad es 0,1235 y la inclinación orbital 4,9948 grados. Emplea 1269,15 días en completar una órbita alrededor del Sol.

## Características físicas
La magnitud absoluta de Jas es 13,9. Tiene 4,684 km de diámetro y su albedo se estima en 0,243.